# Estación Villa Juncal
Villa Juncal, o simplemente Juncal, era el nombre proyectado por el Ferrocarril Buenos Aires al Pacífico para una estación que se ubicaría en la intersección de sus vías con la Avenida San Martín, en la Ciudad de Buenos Aires.

## Historia
La estación fue concebida durante la década de 1920, en el marco de la fuerte expansión urbanística que experimentaba la Ciudad de Buenos Aires. Sería el eje central de un barrio de igual nombre, ubicado en el oeste del actual Villa del Parque. 
Sería la primera estación del Ferrocarril Buenos Aires al Pacífico frente al gran predio de la Facultad de Agronomía, en la cual ya existían paradas del tranvía-rural del Ferrocarril Central de Buenos Aires.
Aunque se dejó despejado al costado de las vías el terreno donde se debería instalar la estación, el proyecto no prosperó y con el tiempo se construirían distintos edificios y bodegas ferroviarias anexas en esa zona. En la zona sur del predio se instalaron vías de maniobras para los trenes de cargas, pero ya no perduran.
Aun así, esa zona de Villa del Parque es ocasionalmente mencionada como Villa Juncal. Existe, incluso, un pasaje con ese nombre entre las calles Lascano y Carranza, a cuatro cuadras de donde estaba proyectada la estación.

## Ubicación
La estación se hubiera emplazado en la zona delimitada por las actuales calles Ricardo Gutiérrez, Empedrado, Enzo Bordabehere y la Avenida San Martín (al oeste de la misma).

## Galería

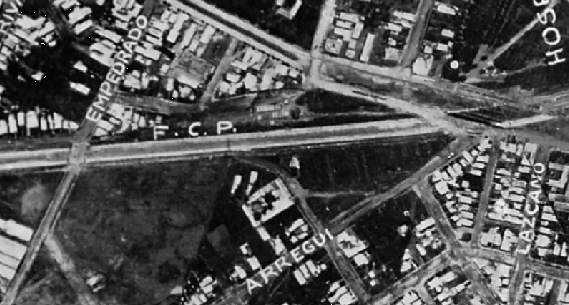
El predio vacío hacia el año 1929
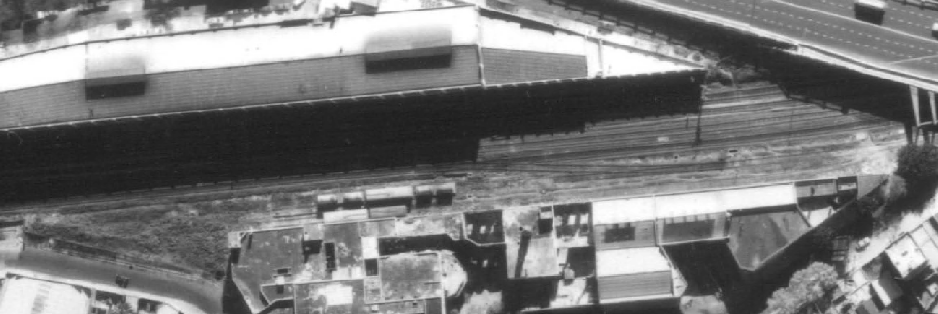
En 1989, ya utilizado por trenes de carga
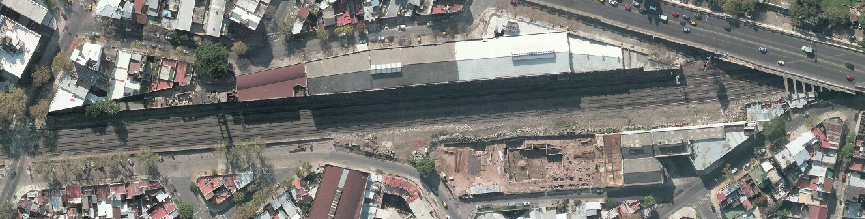
Panorama contemporáneo (año 2013)